# Manikoppa, Tirthahalli
Manikoppa là một làng thuộc tehsil Tirthahalli, huyện Shimoga, bang Karnataka, Ấn Độ.